# Gbelský bor
Gbelský bor je geomorfologický podcelek Borské nížiny.

## Vymezení
Podcelek leží v severním výběžku Borské nížiny, východně od nivy řeky Morava, přibližně mezi Kopčany a Kúty. Severním a západním směrem leží Dyjsko-moravská niva, podcelek Dolnomoravského úvalu, jižním směrem pokračuje nížina Myjavská niva. Východně se krajina vlní do Chvojnické pahorkatiny, která má v této části podcelek Unínska pahorkatina.

## Osídlení
Území je charakteristické borovými lesy, které absentují jen v severní části. Osídlení je jen v okrajových částech podcelku a v západní části jsou uhelné doly i ropné vrty.

## Doprava
Západním okrajem území vede silnice I/2 i železniční trať Bratislava - Břeclav, střední částí vede železniční trať Kúty - Sudoměřice.